# Guy Claisse
Guy Claisse, né le 13 février 1934 à Paris est un journaliste, écrivain et viticulteur mort le 4 novembre 2016 à Landerrouet-sur-Segur.

## Biographie
Guy Claisse fait ses études au lycée Jacques-Decour à Paris. Il est diplômé du centre de formation des journalistes, en 1955. Enfin, il obtient son Certificat d'études littéraires générales.
En 1956, Guy Claisse effectue son service militaire en Allemagne quand éclate la crise du canal de Suez. Cinquante ans après, il livre cette histoire dans Suez 56 : Un appelé sur le Canal. 
Guy Claisse commence sa carrière comme rédacteur à l'Agence Centrale de Presse, pour laquelle il travaille de 1958 à 1962. De 1960 à 1962, à la fin de la guerre d'Algérie, il est basé à Tunis comme correspondant de guerre. De 1962 à 1969, Guy Claisse devient rédacteur politique pour Europe 1. De 1970 à 1972, il est chef du service politique puis devient rédacteur en chef adjoint de l'émission radiophonique Information Première. Durant cette période, il est le producteur de l'émission politique française À armes égales. Cette émission réalisée par Igor Barrère a été diffusée sur la première chaîne de l'ORTF à partir du 17 février 1970, à 21 heures. De 1972 à 1976, il est chef de la section France de L'Express. De 1977 à 1983, il est chef du service politique du Matin de Paris, quotidien lancé par Claude Perdriel (directeur du Nouvel Observateur) . Il en devient ensuite le rédacteur en chef, puis, de 1983 à 1985, le directeur de la rédaction. Désireux de garder pour le Matin de Paris, son indépendance d'esprit vis-à-vis de la majorité, il décide de quitter le journal à l'annonce de l'arrivée prochaine à la tête du quotidien, de Max Gallo, porte-parole du gouvernement. 
À partir de 1985, Guy Claisse s'ouvre à de nouveaux horizons. Tout d'abord, il se tourne vers le cinéma et devient administrateur délégué de Caméras Continentales qui est une société de coproduction, de production déléguée et d'exportation et de ventes internationales. En 1987, il est chroniqueur cinéma sur France Inter. Ensuite, il se tourne vers le vin et devient viticulteur. De 1987 à 2002, il est propriétaire et exploitant du château Lassime, dans le Bordelais. À partir de 1989 et jusqu'en 2002, il est administrateur du Syndicat de l'Entre-Deux-Mers. L'appellation de l'Entre-Deux-Mers offre aux vignobles de Bordeaux la justification d'une culture ancestrale de la vigne et un patrimoine historique.
En 1990, il devient le premier président de l'association L'Écran Réolais, qui a la charge de l'exploitation du Cinéma Rex à La Réole. Il le restera jusqu'en 2005, années pendant lesquelles il prendra aussi part à la création et à l'administration de l'association des cinémas de proximité de la Gironde.
Guy Claisse a été membre de l'Association Française de Science Politique. Cette association est engagée dans le développement et la promotion de la science politique en tant que discipline.
Guy Claisse s'est marié en juillet 1958 à Élizabeth Konowaloff (décédée en 2004), avec laquelle il eut une fille, Virginie. Il s'est remarié en octobre 2014 avec Danielle Mougenot.

## Filmographie – Acteur
- Numéros Zéros, documentaire de Raymond Depardon, tourné au Siège du Matin de Paris en 1977, Prix Georges-Sadoul 1979. Raymond Depardon filme les préparatifs du premier numéro de l'émission Le Matin de Paris.

## Œuvres
- Reconnaissance pédologique dans les Vallées de la Gambie et de la Koulountou (République du Sénégal), Guy Claisse, Gérard Bocquier, Cahiers de l'ORSTOM, série Pédologie, no 4, 1963. [PDF]
- Les Grandes énigmes de la Ve République, Bernard Michal, Edmond Bergheaud, Guy Claisse, René Duval, Éditions de Saint-Clair, 1967.
- Étude expérimentale de l'analyse aux trois acides : comportement du quartz à l'attaque triacide, Cahiers ORSTOM, série Pédologie, 1968. [PDF]
- Jacques Chaban-Delmas, Éditions Edipa, 1974.
- Ici et Maintenant, Guy Claisse, François Mitterrand, Éditions Fayard, 1980  (ISBN 978-2213009421)
- L'Entre-Deux-Mers, Éditions Legrand, 1991.
- Le Grand Bernard des vins de France Entre Deux Mers, Éditions Nathan, 1991.
- Les Grandes énigmes du temps jadis, Bernard Michal : Le Secret Du Masque De Fer, Francis Mercury. Les Trésors De La Flibuste, Michel Honorin. La Malédiction De La Vallée Des Rois, Guy Claisse, Éditions De Crémille, 1991.
- Suez 56 : Un Appelé sur le Canal, Éditions Michalon, 2006.